# Санта Териса (Њу Мексико)
Санта Териса (енгл. Santa Teresa) насељено је место без административног статуса у америчкој савезној држави Њу Мексико.

## Демографија
По попису из 2010. године број становника је 4.258, што је 1.651 (63,3%) становника више него 2000. године.
| Група             | 2000.         | 2010.         |
| Белци             | 1.084 (41,6%) | 948 (22,3%)   |
| Афроамериканци    | 31 (1,2%)     | 42 (1,0%)     |
| Азијати           | 10 (0,4%)     | 14 (0,3%)     |
| Хиспаноамериканци | 1.449 (55,6%) | 3.235 (76,0%) |
| Укупно            | 2.607         | 4.258         |